# Hauptverband der Deutschen Bauindustrie
Der Hauptverband der Deutschen Bauindustrie ist der Arbeitgeberverband der industriellen Bauunternehmen der Bundesrepublik Deutschland. Er versteht sich als Wirtschaftsverband und Fachverband für Bautechnik. Er vertritt große und mittelständische, häufig familiengeführte Unternehmen des Bauhauptgewerbes. Der Hauptverband umfasst zehn Landes- und acht Fachverbände. Der Branchenumsatz im Jahr 2024 lag bei rund 163 Milliarden Euro, die Zahl der Beschäftigten bei 916.300.

## Themen
Häufige Themen des Verbandes sind Forderungen nach Investitionen in die Infrastruktur (Brücken- und Straßenbau) und bessere Rahmenbedingungen zur Realisierung von Zielen der Regierung (Stärkung Wohnungsbau, Ausbau der erneuerbaren Energien). Darüber hinaus stellt der Verband seinen Beitrag in Sachen Klimaschutz und Nachhaltigkeit heraus. Des Weiteren widmet sich der Verband der beruflichen Bildung. Als Arbeitgeberverband nimmt er als Verhandlungspartner an den tarifpolitischen Gesprächen mit der IG BAU teil.

## Eigene Mitglieder
Mitglieder sind die jeweiligen bauindustriellen Verbände der Bundesländer sowie GdW Bundesverband deutscher Wohnungs- und Immobilienunternehmen e. V., Deutsche Asphaltverband e. V., Deutscher Beton- und Bautechnik-Verein e. V., Fachverband Baustoffe und Bauteile für vorgehängte hinterlüftete Fassaden e. V. (FVHF), Institut für Stahlbetonbewehrung e. V., Rohrleitungsbauverband (rbv), Vereinigung der Naßbaggerunternehmungen e. V. und Zentraler Immobilien Ausschuss e. V. (ZIA).

## Mitgliedschaft in anderen Verbänden
- Bundesverband der Deutschen Industrie[4]
- Verband der Europäischen Bauwirtschaft
- Bundesvereinigung der Deutschen Arbeitgeberverbände
- Deutsches Verkehrsforum, eine Wirtschaftsvereinigung
- Gesellschaft für Nachhaltiges Bauen (DGNB), ebenfalls eine Wirtschaftsvereinigung
- Pro Mobilität, ein Lobbyverband zum Erhalt und Ausbau des Straßennetzes
- Zentraler Immobilien Ausschuss, ein Wirtschaftsverband der Immobilienwirtschaft

## Struktur
Grundsatzfragen, die Aufnahme neuer Mitglieder und die Zusammensetzung des Präsidiums werden von der Mitgliederversammlung entschieden, die mindestens einmal jährlich stattfindet. Neben dem Präsidium und der Mitgliederversammlung sind der Wirtschafts- und Recht-Ausschuss, der Sozialpolitische Ausschuss, der Technische Ausschuss und die Bundesfachabteilungen weitere Organe des Verbandes.

### Präsidium
Die Richtlinien der Verbandsarbeit werden durch das Präsidium bestimmt, sofern diese nicht durch die Mitgliederversammlung vorgegeben wurden.
- Präsident: Peter Hübner, Mitglied des Vorstands der Strabag, Köln[6], Vizepräsident Bundesverband der Deutschen Industrie (BDI), Berlin[7]
- Vizepräsident Sozialpolitik: Jutta Echterhoff-Beeke, Bauunternehmung Echterhoff, Westerkappeln[8]
- Vizepräsident Wirtschaft: Tim Lorenz, EUROVIA Deutschland
- Vizepräsident Technik: Matthias Jacob, Implenia Deutschland
- 6 Vertreter aus sechs Großregionen

## Lobbyismus
Ein Verbindungsbüro Parlament und Regierung in Berlin und eine Vertretung in Brüssel stehen in ständigem Kontakt mit der Bundesregierung und dem Bundestag sowie der EU-Kommission und sollen die wichtigsten Zielsetzungen an die politischen Entscheidungsträger herantragen.
Eine Angestellte des Hauptverbandes der Deutschen Bauindustrie war 2006 (ebenso wie die Bundesländer, weitere Verbände und Organisationen) an der PPP Task Force des Bundesverkehrsministeriums beteiligt, in der Grundlagen für die Durchführung von Öffentlich Privaten Partnerschaften / Public Private Partnerships in Deutschland erarbeitet worden sind. Darunter vor allem Leitfäden als Handreichung für die öffentliche Hand zur Durchführung von Wirtschaftlichkeitsuntersuchungen oder zur optimalen Projektstrukturierung bzw. Risikoverteilung. Die Leitfäden sind öffentlich verfügbar. Zudem hat die Task Force das Bundesverkehrsministerium in der Erarbeitung der PPP-Beschleunigungsgesetzes unterstützt.

## Geschichte
Der Verband entstand 1950 aus der „Arbeitsgemeinschaft der Bauindustrie der vereinigten Westzonen“, die 1948 gegründet wurde. Vorgängerorganisationen waren der Reichsverband des Ingenieurbaus (1933), die Deutsche Arbeitsfront (1934) und die Wirtschaftsgruppe Bauindustrie (1935).

## Abgrenzung zum Baugewerbe
Während der Hauptverband der Deutschen Bauindustrie die industriellen Bauunternehmen vertritt – darunter die mittelständischen und großen Baukonzerne, setzt sich der Zentralverband Deutsches Baugewerbe für die handwerklichen Bauunternehmen ein – hauptsächlich kleine und mittlere Baufirmen.